# Братислава
Братислава (слч. Bratislava, изговор: Браћислава) је главни и највећи град Словачке и седиште Братиславског краја. Удаљена је само 60 km од Беча, а пре Првог светског рата његово је предграђе било повезано са Братиславом електричним трамвајем. С обзиром на међусобну удаљеност, Беч и Братислава су најближи главни градови у Европи. Границе града готово досежу државне границе са Аустријом и Мађарском.
На источној обали Дунава налази се стари, историјски део града, а на западној се сместио модерни део града. Некада познат као немачки Pressburg, мађарски Pozsony или српски Пожун, одувек је био једно од културних средишта средње Европе. Као средиште вишевековне историје био је раскрсница бројних култура и трговинских путева. Данас је најважније индустријско и културно средиште Словачке.
Као средиште вишевековне културе Братислава обилује бројним културно историјским грађевинама које су већином смештене у старом делу града које је главно место богатих културних дешавања током целе године.

## Етимологија
Након завршетка Првог светског рата име града је званично 1919. промењено у Братислава. Назив је створио Шафарик у првој половини 19. века, изводећи га од имена чешког војводе Бретислава. Име је врло брзо прихваћено међу Словацима и у широкој је употреби од средине 19. века.
У већини језика се данас користи назив Братислава, осим немачког (Preßburg) и мађарског (Pozsony) који користе називе из доба Аустроугарске монархије, док назив Пожун представља архаизам у јужнословенским језицима.
Стари називи:
- грч.  је старогрчки назив за град који значи „Град на Дунаву”.
- лат.  је латински назив за град.
- (Pressburg) је немачки назив за град. Варијације овог назива су коришћене у већини европских језика до 20. века. (слч. Prešporok, чеш. Prešpurk)
- мађ.  је мађарски назив за град, чија је словенска варијација Пожун коришћена током векова код јужнословенских народа.

## Географија
Братислава лежи на обе обале реке Дунав, код границе Словачке са Аустријом и Мађарском, и на само сат времена вожње до границе са Чешком. То је једини град на свету који се граничи са две државе. Малим Карпатима (слч. Malé Karpaty), који се налазе уз град почиње да се пружа планински масив Карпати.
Братислава је удаљена само 50 km од аустријске престонице Беча.
Остале реке, укључују Мораву, која формира северозападну границу града и Мали Дунав.
Најближи градови или села су на северу Ступава, Марианка, Боринка и Свати Јур, на истоку Иванка при Дунаји и Мост при Братиславе, на југоистоку Ровинка, Хамулиаково, Дунајска Јужна и Шаморин, на југу Рајка (H), и на западу Китсе(A), Хајнбург на Дону (A) и Марчег (A)
Почетак планинског ланца Карпати налази се на територији града (Мали Карпати). Подунавска низија и низијско подручје Захорије се такође налазе на подручју града. Најнижа тачка града налази се на Дунаву (126 m), док је највиша Девинска Кобула (514 m). Просечна висина у граду је 140 m.

### Клима
Клима града је блага. Често дува ветар, и приметне су варијације између врућих лета и хладних, влажних зима.
- просечна годишња температура 9,9 °C
- сунчаних сати годишње 1976.4 (5.4 сат/дан)
- просечне падавине 527.4 mm (подаци из 1993)

Братислава се налази у северној умереној зони с континенталном климом. Ово је ветровито подручје с врућим летима и хладним и влажним зимама. Град је једно од најтоплијих и најсушнијих делова Словачке. У неким деловима града као што су Девин и Девинско Ново Село честе су поплаве Дунава и Мораве.
|                                   | Јан | Феб | Мар | Апр | Мај | Јун | Јул | Авг | Сеп | Окт | Нов | Дец | Год |
| --------------------------------- | --- | --- | --- | --- | --- | --- | --- | --- | --- | --- | --- | --- | --- |
| Највиша просечна температура (°C) | 2   | 4   | 10  | 15  | 20  | 23  | 26  | 26  | 21  | 15  | 7   | 3   | 15  |
| Најнижа просечна температура (°C) | -3  | -2  | 1   | 4   | 9   | 12  | 14  | 13  | 10  | 5   | 1   | -1  | 5   |
| Просечне падавине ()              | 3   | 4   | 3   | 3   | 5   | 7   | 6   | 6   | 3   | 4   | 5   | 5   | 58  |

## Историја
Најстарији налази сталног насеља на овом подручју потичу из раздобља културе линеарно-тракасте керамике око 5000. п. н. е. што спада у раздобље млађег каменог доба. Око 200. п. н. е. келтско племе Боји овде оснива прво важније утврђено насеље (опидум) у којем је постојала ковница сребрњака познатих као биатеци. Ово подручје је потпало под утицај римске власти у 1. веку. Све до 4. века овде се налази римски гранични одбрамбени систем Лимес Романус Римљани су овде довели своју културу узгајања винове лозе и производње вина, које се одржала до данас.
Славени су овде стигли за време сеобе народа у 5. и 6. веку. Као одговор на навале Авара локална словенска племена су основали Самово краљевство (623.–658.), које је било прва позната словенска држава. У 9. веку замци у Братислави и Девину били су важна средишта словенских држава Нитранске кнежевине и Великоморавске Кнежевине Први писани спомен града потиче из 907. године, а односи се на пад Великоморавске Кнежевине под навалама Угара.
У 10. веку подручје Братиславе (касније Пожунске жупаније) постаје део Краљевине Угарске за време које је била важно привредно и управно средиште. Због свог стратешког положаја град је често био нападан, али тај положај је граду донео и велику политичку важност и привредни развој. Краљ Андрија III 1291. године даје граду посебне привилегије, а 1405. краљ Жигмунд Луксембуршки даје Пожуну статус слободног краљевског града.
Након што су Турци победили Угарску код Мохача 1526, нападају и Пожун, али га не освајају. Због продирања Турака, Пожун постаје нови главни град Угарске 1536. као део Хабсбуршке Монархије. Овим почиње ново раздобље за град који постаје престоница краљева, надбискупа и племства. У раздобљу од 1536. до 1830. једанаест краљева и краљица бива крунисано у катедрали св. Мартина У другој половини 16. века град захвата реформација која је имала присталице међу грађанством. У овом раздобљу устанака против католичких Хабсбурговаца побуњеници су неколико пута освојили замак и град, које је после поновно освојила царска војска. 17. век обележавају противхабсбуршке побуне, поплаве, болести и друге невоље. Раздобље устанака завршава 1711. потписивањем Сатмарског мира

### 18. и 19. век
За време владавине Марије Терезије Аустријске у 18. веку, Пожун постаје највећи и најважнији град на простору данашње Словачке и Мађарске. У овом раздобљу број становника се утростручио, а у граду су изграђене многе нове палате, самостани и друге грађевине. Град почиње губити на важности за време владавине Јозефа II који чак односи круну св. Стјепана у Беч у покушају ојачања уније између Аустрије и Угарске. Племство и многе важне институције селе се у Будим. У Пожуну су штампане прве новине на мађарском (Magyar hírmondó 1780. године) и словачком (Presspurske Nowiny 1783. године) Град је био средиште развоја Словачког народног покрета у 18. веку.
Историја града у 19. веку је битно везана за развој догађаја у Европи у то време. Овде је 1805. потписан Пожунски мир између Аустрије и Француске. Наполеонова војска 1809. уништава тврђаву Тебен, а Братиславски замак бива уништен у пожару 1811. године Године 1843, мађарски језик бива проглашен службеним језиком законодавства, управе и образовања. Као реакцију на револуције 1848, Фердинанд I потписује тзв. Мартовске законе (звани и Априлски закони) којим се укида кметство. Развојем индустрије у 19. веку појављује се и прва железница на коњску вучу 1840. године. Након тога следе и модерне везе са Бечом и Пештом. У то време овде се отварају многе индустријске, финансијске и остале институције. Прва банка на простору данашње Словачке основана је у Пожуну 1842. године Први стални мост у граду (Стари мост) изграђен је 1891. године
У Пожуну тадашњем током 18. и 19. века школовало се много младих Срба. Они су између 1839-1844. године имали своје академско Друштво, од којег је остало око 400 књига у књижници. Српска књижница је 1846. године набавила књигу Јована Суботића. Најпознатији академац био је Светозар Свеслав Милетић из Бачке. Млади Срби су ту око 1870. године основали ново, друго по реду друштво, Академско друштво „Слобода”.

### 20. век
По завршетку Првог светског рата и оснивања Чехословачке у јуну 1918, град је постао део новостворене државе упркос опирању њених представника. Тада већинско немачко и мађарско становништво покушало је спречити припајање града Чехословачкој и прогласити Пожун слободним градом. Чехословачке легије окупирале су град 1. јануара 1919. и припојили га новоствореној држави. Град је у фебруару те године постао главни град Словачке и седиште главних словачких политичких институција и организација. Дана 27. марта 1919. граду је службено промењено име у Братислава. После овога многи мађарски функционери одселили су се у Мађарску, а на њихова места дошли су Чеси и Словаци. У годинама након проглашења независности Чехословачке нагло се смањује број Немаца и Мађара.
Године 1938, Нацистичка Немачка анектира суседну Аустрију, а након године дана и тада независна места Петржалка и Девин. Дана 14. марта 1939, Братислава постаје главни град Словачке која је била тада марионетска држава Немачке. У раздобљу рата, тадашња словачка власт је прогнала из града око 15.000 Јевреја, од којих је већина послана у концентрационе логоре За време рата Братиславу су бомбардовали Савезници, окупирали Немци 1944, и на крају ослободили Совјети 4. априла 1945. године. Крајем Другог светског рата, већину братиславских Немаца евакуисале су немачке власти. Мањи број њих вратио се након рата, али су избачени без поврата имовине (Бенешови декрети)
Комунистичка партија Чехословачке добила је власт у фебруару 1948. године. Град је проширен, а број становника, већином словачког, је повећан. У граду су изграђени големи стамбени блокови. У овом раздобљу изграђене су и значајне велике грађевине, као што су Нови Мост и седиште Словачког радија. Године 1968, након покушаја либерализације комунистичког режима у Чехословачкој, град су окупирале снаге Варшавског пакта. Убрзо након тога Братислава је постала главни град Словачке Социјалистичке Републике у федерализованој Чехословачкој. Године 1989, избија Баршунаста револуција којом је срушена комунистичка власт.
Након Баршунастог развода 1993, Братислава постаје главни град нове Словачке Републике. У раздобљу након независности град буја у привредном смислу, већином због страних инвестиција.

## Становништво
| Година:    | 1994.   | 2004.   | 2014.   | 2024.    |
| ---------- | ------- | ------- | ------- | -------- |
| Број људи: | 450 776 | 425 155 | 419 678 | 479 389  |
| Разлика:   |         | -5,68 % | -1,28 % | +14,22 % |

| Година:    | 2023.   | 2024.   |
| ---------- | ------- | ------- |
| Број људи: | 478 040 | 479 389 |
| Разлика:   |         | +0,28 % |

Према попису из 2001. године у Братислави живи 428.672 становника (процена за 2005. је 425.459 становника). Најнасељенији је округ Братислава V у којем живи више од 120.000 становника, док је најслабије насељен округ Братислава I где живи мање од 45.000 становника. Према процени из 2005. просечна старост становништва је 38.7 година.
Од оснивања града па све до 19. века, Немци су били најбројнија етничка група у граду. Након аустроугарске нагодбе из 1867, град је снажно мађаризован, тако да је под крај Првог светског рата ово био немачко-мађарски град у којем су Словаци били највећа мањина. Оснивањем Чехословачке 1918. године, град је задржао мултиетничност, али су се снажно променили демографски трендови. У овом раздобљу снажно је порастао број Словака и Чеха, док је број Немаца и Мађара снажно опао. Године 1938, 59% становништва чинили су Словаци и Чеси, док су Немци чинили 22%, а Мађари 13% становништва града. Оснивањем прве Словачке Републике 1939, догодиле су се нове демографске промене у којима је смањен број Чеха и Жидова. Након 1945. године, поновним успостављањем Чехословачке знатно је смањен број Немаца и Мађара. Тиме је град изгубио свој мултиетнички карактер, тако да од 1950-их око 90% становништва града чине Словаци.

### Религија
| Попис становништва из 2001. |                |               |                |
| Округ                       | Бр. становника | Етничка група | Бр. становника |
| Братислава I–V              | 428.672        | Словаци       | 391.767        |
| Братислава I                | 44.798         | Мађари        | 16.541         |
| Братислава II               | 108.139        | Чеси          | 7.972          |
| Братислава III              | 61.418         | Немци         | 1.200          |
| Братислава IV               | 93.058         | Моравци       | 635            |
| Братислава V                | 121.259        | Хрвати        | 614            |

Према попису из 2001, 243.048 становника су римокатолици (56,7%), 125.729 атеисти (29,3%), 24.810 лутерани (6%), 3.163 гркокатолици (0,7%), 1.918 калвинисти, 1.827 јеховини сведоци, 1.616 православци, 737 методисти, 748 јевреји и 613 баптисти.

## Образовање
Први универзитет у Братислави, такође и у Словачкој је Академија Истрополитана, основана 1467. године.
Данас, он је седиште неколико колеџа/универзитета:
- Академија примењених уметности
- Братиславски технички колеџ
- Универзитет Коменијус
- Словачки технолошки универзитет
- Академија лепих уметности и дизајна

### Развој становништва
| Развој становништва Братиславе |              |        |              |        |              |
| Година                         | Становништво | Година | Становништво | Година | Становништво |
| 1720.                          | 11.000       | 1880.  | 48.000       | 1950.  | 184.400      |
| 1786.                          | 31.700       | 1900.  | 61.500       | 1961.  | 241.800      |
| 1802.                          | 29.600       | 1910.  | 78.200       | 1970.  | 291.100      |
| 1820.                          | 34.400       | 1921.  | 93.200       | 1980.  | 380.300      |
| 1846.                          | 40.200       | 1930.  | 123.800      | 1991.  | 442.197      |
| 1869.                          | 46.500       | 1939.  | 138.500      | 2001.  | 428.672      |

## Култура

### Позоришта
Братислава је седиште Словачког националног позоришта, која се у априлу 2007. налази у 3 зграде у центру града, док ће се ускоро преместити у нову зграду у близини Дунава. Мања и алтернативна позоришта укључују: Луткарско позориште, Асторка корзо '90, Арена позориште и друге.

### Музеји
Главни музеји:
- Словачки национални музеј је лоциран на „новом мосту” у близини Дунава.[32]
- Градски музеј Братиславе који је одређен за историју Братиславе (основан 1868)

Остали музеји:
- Музеј саобраћаја се налази у близини главне железничке станице
- Музеј оружја је у Михаљској капији
- Музеј уметности у делу града Чуново

### Наука
Словачка академија наука има своје седиште у Братислави. Град је један од малог броја европских градова који нема ни опсерваторију ни планетаријум. Најближа опсерваторија је у Модри (30 km удаљена од Братиславе), а планетаријум у Хлоховецу (удаљен око 70 km).

### Музика
Братислава је седиште Словачког филхармонијског оркестра, такође је град домаћин много битних фестивала, као што су Братиславске музичке свечаности. Све чешће, познати поп бендови наступају у Братислави.

### Главне знаменитости
Једна од најупадљивијих зграда у граду је замак Братислава, лоциран на платоу 82 метра изнад Дунава. Замак постоји на том место од прастарих времена. Била је акропола келтског града, део Римског царства, огромно упориште Словена и политички, војни и религиозни центар Велике Моравске. Дворац од камена је саграђен у 10. веку (као део Мађарске), па је промењен у готско антихутско утврђење под Сигмундом од Луксембурга 1430; у 1562. постаје ренесансни замак, и 1649. се реконструише у барокном стилу. Под краљицом Маријом Терезија, дворац је преуређен у престижно седиште краљевског гувернера Алберта Тешена, који је основао галерију слика у дворцу, која је касније премештана у Беч. 1784, када је Братислава престала бити престоница Мађарске, дворац се претворио у школу католичког свештенства, и касније, 1802, у бараке. 1811. дворац је запаљен непажњом француских стражара, и изгорео је у потпуности. Такав је остао све до 1950-их, када је реконструисан у потпуности у стилу из доба Марије Терезије.
Други дворац, Девин (сада у рушевинама) град је Братислава-Девин. Налази се на месту где се Морава, која формира границу између Аустрије и Словачке, улива у Дунав. Један је од најважнијих Словачких археолошких налазишта, а захваљујући својој одличној локацији био је важан одбрамбени дворац у Великој Моравској, али и у раној Мађарској држави. Уништиле су га Наполеонске трупе 1809. а дворац је постао један од битних симбола Словака и словачке историје.
Још један дворац, саграђен 1813. у енглеско-готском стилу у касном 19. веку, лоциран у делу града Братислава-Русовце, познат је по рушевинама из римског Герулата насеља.
Остале грађевине које вреди поменути су:
- Катедрала светог Мартина (готска грађевина из 14. — 15. века која замењује стару цркву из 13. века) у којој је крунисано много мађарских краљева
- Градска кућа у Братислави (комплекс грађевина из 14. — 15. века) у њему се налази и интересантан музеј — Градски музеј основан 1868. године.
- Фрањевачка црква, датира још из 1297.
- Црква свете Елизабете, више позната као „плава црква”
- Зграда универзитетске књижаре (сазидана 1756) је била седиште парламента у Краљевини Мађарској од 1802. до 1848, многи битни закони у Мађарском реформаторском добу су донети овде (укидање робова, оснивање Мађарске академије наука).
- Надбискупова палата (сазидана 1781) у којој је потписан (четврти) Презбуршки мир
- Словачко национално позориште (саграђено 1886), и
- Михаљска капија (рани 17. век), једина постојећа капија градског утврђења
- Нови мост је мост преко Дунава, на њему се налази ресторан који изгледа као НЛО
- Камзик ТВ торањ је ТВ торањ јединственог дизајна
- Седиште Словачког радија — обрнута пирамида.

Историјски центар је карактеризован са много барокних палата. Грасвалкович палата (саграђена око 1756), на пример, је позната као резиденција словачког председника, и Словачка влада сада има своје седиште у бившој палати архиепископије, бившој резиденцији архбискупа Естергома.
Реткост је и обновљен део јеврејског гробља где је сахрањен Хатам Софер.
Једино војно гробље, сада спомен плоча, је Славин, који је откривен 1960. у част војника Совјетске армије који су пали ослобађајући Братиславу од нацистичких немачких јединица. Са гробља се пружа прелеп поглед на Братиславу и Мале Карпате.

### Језера
Град има бројна природна, или вештачка језера, већина се користи за рекреацију.
Примери укључују Штрковец, Куцхајду, Вајнори, Златни песак, Мали Драждијак и Велики Драждијак.

### Паркови
Братислава је град са много паркова, захваљујући својој локацији на и Малим Карпатима. Највећи парк је Братиславски парк шуме, који садржи неке туристичке локације. Планински парк се налази близу Старог града, и у њему је очувана изворна флора и фауна. На десној обали Дунава је Сад Јанка Крала, први јавни парк у Европи.
Братиславски зоолошки парк се налази у Млинској долини, близу седишта Словачке телевизије.

### Спорт
Тренутно 3 фудбалска тима из Братиславе играју у Каргон лиги.
- Слован Братислава
- Артмедија Братислава
- Интер Братислава

Хокејашки тим Слован Братислава игра у Словачкој екстралиги.

## Туризам
У протеклим годинама, тачније када је Словачка ушла у Европску унију, Братислава је једна од омиљених туристичких дестинација за туристе из околних земаља, али и за неке удаљеније земље (Уједињено Краљевство, САД, Јапан ...). Пораст туризма је довео и до проблема са недовољно хотелских капацитета, највише у луксузнијим хотелима. Већина туриста остаје у центру града, или долазе само на битније догађаје као што је на пример Нова година.

## Привреда
Привреда Братиславе је успешна, и већином се базира на:
- сервисима
- инжењерингу (Фолксваген)
- хемијској и електричној индустрији

БДП по глави становника, који је био 27.802 евра (2004) достигао је 129,3% просека у Европској унији, и он је други највећи (после Прага) у свим регионима свих недавно учлањених држава чланица Европске уније.
Око 150.000 људи из Словачке путују у Братиславу на посао. Незапосленост у граду је 3%.
Однедавно, сервиси и високо-технолошко оријентисани послови су у наглом порасту у Братислави. Многе глобалне компаније, укључујући IBM, Dell, Accenture, AT&T, Lenovo и SAP AG граде своја представништва овде.

### Саобраћај
Географска позиција у средњој Европи је увек стављала Братиславу на раскрсницу међународних трговинских саобраћајница.
Велика међународна раскрсница: D1 спаја Братиславу са Трнавом, Нитром, Тренчином, Жилином и даље, док је пут D2 спаја са Прагом, Брном и Будимпештом у северојужном правцу. Пут D4 је тренутно у фази планирања.
Пут А6 до Беча је тренутно под радовима и отвориће се до новембра 2007. године.
У Братислави на Дунаву се тренутно налази пет мостова (поређани по току реке): Лафранкони, Нови мост, Стари мост, Мост Аполо и Приставни мост.
Прва железница у целој Краљевини Угарској изграђена је 1840, а била је водила до места Свату Јур. То је била железница на коњски погон, а касније је проширена. Парни погон уведен је 1848. везом с Бечом. Две године касније град је повезан и с Будимпештом.
Данас је Братислава чвориште у којем се спајају шест железничких праваца (правци Трнава, Галанта, Коморан, Хегуесхалом и Парндорф).
Најбитнија је главна железничка станица на крају Старог града, која спаја Кошице са северном Словачком, Чешком Републиком, Аустријом, Мађарском и јужном Словачком.
Друге битније станице су Петржалка станица, која је битна посебно због тога што се повезује са Аустријом. Постоје и многе приградске станице, на пример Рача, Ламач, Чуново и тако даље.
Братислава има највећи међународни аеродром у Словачкој, који има примећен огроман раст промета последњих година, а сарадњом са међународним аеродромом у Бечу, који је удаљен око 40 km, стварају велику међународну мрежу.
Братислава има једну од две Словачке међународне речне луке, такође и много бројних туристичких линија на Дунаву, на пример, од Братиславе до дела града Девин, од Братиславе до Беча и тако даље.
Јавни превоз у Братислави врши градска компанија Доправни подник (слч. Dopravný podnik Bratislava)
Постоје три типа возила јавног превоза
- аутобуси — покривају већину града и веће округе
- трамваји — покривају најфреквентније делове града и спајају центар са приградским насељима
- тролејбуси — спајају центар града са приградским насељима и служе као допунско превозно средство

## Територијална подела
Братислава се дели на:
5 округа (националне административне поделе):
1. Братислава I: Покрива центар града
2. Братислава II: Покрива југоисточне и источне делове
3. Братислава III: Покрива североисточне делове
4. Братислава IV: Покрива западне, северозападне и северне делове
5. Братислава V: Покрива јужне делове, укључујући градски део Петржалка, најгушће насељено стамбено подручје у средишњој Европи).[34]

Град је подељен у 17 градских четврти, од којих свака има свог начелника (староста) и веће. Број већника зависи од величине и броја становника сваке четврти. Катастарски је град подељен на 20 подручја, која одговарају подручјима четврти, осим у случају четврти Ново Место и Ружинов које су још подељене на два, односно три дела. Неслужбено се четврти даље деле на још мања подручја.
| Окрузи               | „Делови града”                                                  | Четврти |               |                |                                                                          |                                                                                              |
| Братислава I         | Стари град                                                      | -       | Братислава II | Ружинов        | Ниви, Пошен, Приевоз, Остредки, Травники, Штрковец, Влчие грдло, Трнавка |                                                                                              |
| Вракуна              | Долне Хони                                                      |         | Братислава II |                |                                                                          |                                                                                              |
| Подунајске Бискупице | Долне хони, Кетелец, Лиесковец, Меџи јарками                    | -       | Братислава II | Братислава III | Ново место                                                               | Ахој, Јурајов двор, Колиба, Крамаре, Миерова колониа, Пасиенки/Кучајда, Винохради            |
| Рача                 | Краснани, Рача, Вичодне                                         |         |               | Братислава III |                                                                          |                                                                                              |
| Вајнори              |                                                                 | -       | Братислава IV | Братислава III | Карлова Вес                                                              | Длхе диели, Кутику, Млинска долина, Ровнице                                                  |
| Дубравка             | Подворнице, Залухи, Крчаце                                      |         | Братислава IV |                |                                                                          |                                                                                              |
| Ламач                | Подхај, Разсочи                                                 |         | Братислава IV |                |                                                                          |                                                                                              |
| Девин                |                                                                 |         | Братислава IV |                |                                                                          |                                                                                              |
| Девинска Нова вес    | Девинско Јазеро, Костолне, Паулинске, Подхорске, Стред, Вапенка |         | Братислава IV |                |                                                                          |                                                                                              |
| Захорска Бистрица    |                                                                 | -       | Братислава IV | Братислава V   | Петржалка                                                                | Двори, Хаје, Јаников двор, Луки, Овсиште, Копчани, Зркадлови хај, Капитулски двор, Стари хај |
| Јаровце              |                                                                 |         |               | Братислава V   |                                                                          |                                                                                              |
| Русовце              |                                                                 |         |               | Братислава V   |                                                                          |                                                                                              |
| Чуново               |                                                                 |         |               | Братислава V   |                                                                          |                                                                                              |

## Партнерски градови
Братислава се побратимила са следећим градовима:
| - Јереван, Јерменија - Беч, Аустрија - Русе, Бугарска - Ларнака, Кипар - Праг, Чешка Република - Александрија, Египат - Турку, Финска - Бремен, Немачка - Улм, Немачка | - Солун, Грчка - Секешфехервар, Мађарска - Перуђа, Италија - Ротердам, Холандија - Краков, Пољска - Љубљана, Словенија - Измир, Турска - Кијев, Украјина - Кливленд, САД |

## Галерија
- Девин замак
- Братислава на Дунаву
- Словачко национално позориште
- Палата Грасалкович — седиште председника
- Михаљска палата
- Катедрала светог Мартина
- Апартмани на Петржалци
- Стари град